# موكوتلونج
موكوتلونج هي مدينة، تتبع مقاطعة موخوتلنغ، هي عاصمة مقاطعة موخوتلنغ، بلغ عدد سكانها 8٬809 نسمة.

## المناخ
يظهر الجدول التالي التغييرات المناخية على مدار السنة لموكوتلونج:
| البيانات المناخية لـموكوتلونج     | البيانات المناخية لـموكوتلونج | البيانات المناخية لـموكوتلونج | البيانات المناخية لـموكوتلونج | البيانات المناخية لـموكوتلونج | البيانات المناخية لـموكوتلونج | البيانات المناخية لـموكوتلونج | البيانات المناخية لـموكوتلونج | البيانات المناخية لـموكوتلونج | البيانات المناخية لـموكوتلونج | البيانات المناخية لـموكوتلونج | البيانات المناخية لـموكوتلونج | البيانات المناخية لـموكوتلونج | البيانات المناخية لـموكوتلونج |
| الشهر                             | يناير                         | فبراير                        | مارس                          | أبريل                         | مايو                          | يونيو                         | يوليو                         | أغسطس                         | سبتمبر                        | أكتوبر                        | نوفمبر                        | ديسمبر                        | المعدل السنوي                 |
| --------------------------------- | ----------------------------- | ----------------------------- | ----------------------------- | ----------------------------- | ----------------------------- | ----------------------------- | ----------------------------- | ----------------------------- | ----------------------------- | ----------------------------- | ----------------------------- | ----------------------------- | ----------------------------- |
| متوسط درجة الحرارة الكبرى °م (°ف) | 24 (75)                       | 23 (73)                       | 21 (70)                       | 18 (64)                       | 15 (59)                       | 12 (54)                       | 13 (55)                       | 15 (59)                       | 18 (64)                       | 19 (66)                       | 22 (72)                       | 22 (72)                       | 19 (65)                       |
| متوسط درجة الحرارة الصغرى °م (°ف) | 12 (54)                       | 11 (52)                       | 10 (50)                       | 6 (43)                        | 2 (36)                        | −1 (30)                       | −2 (28)                       | 1 (34)                        | 5 (41)                        | 8 (46)                        | 9 (48)                        | 11 (52)                       | 6 (43)                        |
| الهطول مم (إنش)                   | 111 (4.4)                     | 81 (3.2)                      | 74 (2.9)                      | 37 (1.5)                      | 12 (0.5)                      | 9 (0.4)                       | 6 (0.2)                       | 16 (0.6)                      | 33 (1.3)                      | 59 (2.3)                      | 78 (3.1)                      | 85 (3.3)                      | 601 (23.7)                    |
| المصدر: Climatedata.eu            |                               |                               |                               |                               |                               |                               |                               |                               |                               |                               |                               |                               |                               |